# Chiúre (distrito)
Chiúre é um distrito da província de Cabo Delgado, em Moçambique, com sede na vila de Chiúre. Tem limite, a Norte com o distrito de Ancuabe, a Noroeste com o distrito de Montepuez, a Oeste com o distrito de Namuno, a Sul com os distritos de Eráti e Memba da província de Nampula e a Nordeste com o distrito de Mecúfi. 

## Demografia
Em 2007, o Censo indicou uma população de 217 487 residentes. Com uma área de 4210 km² o resultado da densidade populacional é de 51,66 habitantes por km².
De acordo com o Censo de 1997, o distrito tinha 185 618 habitantes, daqui resultando uma densidade populacional de 44,1 habitantes por km².

## Divisão administrativa
O distrito está dividido nos postos administrativos de Chiúre, Chiúre-Velho, Katapua, Namogelia e Ocua, compostos pelas seguintes localidades:
- Posto Administrativo de Chiúre: 
  - Chiúre (Vila),
  - Jonga, e
  - Milamba
- Posto Administrativo de Chiúre-Velho: 
  - Micolene, e
  - Salave,
- Posto Administrativo de Katapua: 
  - Meculane
- Posto Administrativo de Namogelia: 
  - Bilibiza
- Posto Administrativo de Ocua: 
  - Marera,
  - Ocua, e
  - Samora Machel

Em 2013, a vila de Chiúre foi elevada à categoria de município..